# 세계화
세계화(世界化, 미국 영어: globalization, 영국 영어: globalisation)는 전 세계 사람, 기업, 정부 간의 상호 작용과 통합의 과정이다. 복잡하고 다면적인 현상으로서, 세계화는 지방과 국가 경제의 통합을 세계적이고 규제되지 않은 시장 경제로 포함하는 자본주의 확장의 한 형태로 간주된다. 세계화는 운송 및 통신 기술의 발전으로 성장했다. 국제적인 상호 작용이 증가함에 따라 국제 무역, 아이디어, 문화의 성장이 이루어진다. 세계화는 주로 사회적, 문화적 측면과 관련된 상호작용과 통합의 경제적 과정이다. 그러나 갈등과 외교 또한 세계화와 현대 세계화의 역사의 큰 부분이다.
경제적으로, 세계화는 상품과 서비스, 그리고 자본, 기술, 자료의 경제적 자원을 포함한다. 또한, 세계 시장의 확대와 함께 재화와 자금의 교환 경제 활동을 자유화한다. 교차로 추적 장벽을 제거함으로써 세계 시장의 형성이 더욱 실현 가능하게 되었다. 세계화와 세계경제발전에 미치는 영향 증기기관차, 증기선, 제트 엔진, 컨테이너선은 운송수단의 발달의 일부일 뿐만 아니라 전보와 그것의 현대적 자손인 인터넷과 이동전화의 출현은 통신 인프라의 발전을 보여준다. 이러한 모든 개선은 세계화의 주요 요인이었으며 전 세계 경제 및 문화 활동의 상호의존성을 더욱 증가시켰다.
많은 학자들이 현대에 세계화의 기원을 두고 있지만, 다른 학자들은 그것의 역사를 유럽 디스커버리 시대 훨씬 이전에 그리고 일부는 기원전 3천년까지로 거슬러 올라간다. 대규모 세계화가 1820년대에 시작되었다. 19세기 후반과 20세기 초에는 세계 경제와 문화의 연결성이 매우 빠르게 성장했다. 세계화라는 용어는 최근에 와서야 1970년대에 현재의 의미를 확립한다.
2000년 국제통화기금(IMF)은 세계화의 4가지 기본 측면인 무역과 거래, 자본과 투자 운동, 사람들의 이주와 이동, 지식의 보급 등을 확인했다. 또한 지구 온난화, 경계 수역, 대기 오염, 해양 남획과 같은 환경 문제는 세계화와 연관되어 있다. 세계화 과정은 비즈니스 및 업무 조직, 경제, 사회 문화 자원 및 자연 환경에 영향을 주고 영향을 받는다. 학술 문학은 일반적으로 세계화를 경제 세계화, 문화 세계화, 정치 세계화의 세 가지 주요 분야로 세분화한다.

## 어원 및 사용법
세계화라는 용어는 국제 경제 시스템의 출현을 가리키는 세계화라는 단어에서 유래되었다. 하지만 globalization(세계화)는 라틴어로 지구를 뜻하는 globus에서 유래되었다. 명사로써 그 용어의 가장 오래된 것으로 알려진 사용법 중 하나는 1930년 간행물인 "새로운 교육 방향"에 있었다. 그 출판물은 교육에서의 인간의 경험에 대한 전체적인 관점을 나타냈다. '세계화'라는 용어는 적어도 1981년 경에 경제적인 면에서, 그리고 1944년 초부터 다른 의미에서 사용되었다. Theodore Levitt는 1980년대 후반에는 이 용어를 대중화시켜 주류 비즈니스 관객으로 끌어들인 공로를 인정받았다. 그것의 시작 이후, 세계화의 개념은 경쟁적인 정의와 해석에 영감을 주었다. 그것의 선례는 15세기 이후 아시아와 인도양에서 무역과 제국의 대이동으로 거슬러 올라간다. 개념의 복잡성으로 인해, 세계화의 한 측면에만 집중되는 경우가 많다.
사회학자인 마틴 알브로와 엘리자베스 킹은 세계화를 "세계 사람들이 하나의 세계 사회에 통합되는 모든 과정"이라고 정의한다." Modernity의 결과에서, Anthony Giddens는 "세계화는 따라서 수 마일 떨어진 곳에서 일어나는 사건이나 그 반대로 지역적 사건들이 형성되는 방식으로 멀리 떨어진 지역을 연결하는 세계적인 사회적 관계의 강화로 정의될 수 있다.1992년 애버딘대 사회학과 교수인 롤랜드 로버트슨은 세계화를 세계의 압축과 세계의 의식 강화라고 표현했다."
Global Transformations에서 David Held와 그의 동료 작가들은 다음과 같이 말한다.
비록 단순한 의미에서 세계화는 세계 상호연결의 확대, 심화, 가속화를 언급한다. 그러한 정의는 더욱 정교함을 요구한다."  세계화는 지역, 국가, 지역과 함께 연속될 수 있다. 연속체의 한 쪽 끝에는 지역 및 국가 기반의 조직화된 사회 및 경제 관계와 네트워크가 있고, 다른 쪽 끝에는 지역적 및 국제적 상호 작용의 더 넓은 규모로 결정되는 사회 및 경제 관계와 네트워크가 있다."  세계화는 여러 지역과 대륙에 걸쳐 인간 활동을 함께 연결하고 확대함으로써 인간 문제 조직의 변화를 뒷받침하는 공간적 변화의 과정을 지칭할 수 있다. 이러한 광범위한 공간적 연계를 참조하지 않으면, 이 용어의 명확하고 일관성 있는 공식이 있을 수 없다."  지구화의 만족스러운 정의는 각 요소인 강도(스트레칭), 강도, 속도 및 영향을 포착해야 한다."
2014년 DHL 글로에서는 "사회적 관계와 거래의 공간구성 변화(확장, 강도, 속도, 영향의 관점에서 평가됨)"와 같은 책에서 그의 공동 저자의 세계화에 대한 정의를 "아마도 가장 널리 인용된 정의"라고 하였다.Ball Connectivity Index. 스웨덴 저널리스트 토마스 라슨은 그의 저서 "The Race to the Top: The Real Story of Globalization"에서 세계화는 세계의 축소 과정, 거리가 짧아지고, 사물이 더 가까워지는 과정이다. 그것은 세계의 한 쪽에 있는 누군가가 세계의 다른 쪽에 있는 누군가와 상호작용하고, 상호 이익을 주고받을 수 있는 점점 더 쉬워지는 것과 관련이 있다. Paul James는 보다 직접적이고 역사적으로 맥락에 맞는 강조를 통해 세계화를 정의한다. 세계화는 역사적으로 다양한 방식으로 세계 공간을 정의하며, 세계 시대를 변화시킴으로써 행해지고 사회적으로 이해되는 방식으로 사회 관계를 확장한 것이다.

## 역사
경제사학자인 Kevin H. O'Rourke, Leandro Prados de la Escosura, Guillaume Daudin에 따르면, 1815-1870: 나폴레옹 전쟁의 결말은 유럽의 상대적 평화시대를 가져왔다. 운송기술의 혁신은 무역비용을 상당히 줄였다. 새로운 산업군사 기술은 유럽 국가들과 미국의 힘을 증가시켰고, 이들 강대국들이 전 세계에 시장을 강제 개방하고 그들의 제국을 확장하도록 허용했다.
유럽국가들의 자유화를 향한 점진적인 움직임.
19세기 동안, 세계화는 산업 혁명의 직접적인 결과로 그것의 형태에 접근했다.
산업화는 규모의 경제를 이용하여 가구 품목의 표준화된 생산을 가능하게 하였고 급속한 인구 성장은 상품에 대한 지속적인 수요를 창출했다. 19세기에, 기선은 국제 운송 비용을 크게 줄였고 철도는 내륙 운송을 더 저렴하게 만들었다. 교통 혁명은 1820년에서 1850년 사이에 일어났다. 더 많은 국가들이 국제 무역을 받아들였다. 이 시대의 세계화는 아프리카와 아시아와 같은 19세기 제국주의에 의해 결정적으로 형성되었다. 1956년 선적 컨테이너의 발명은 상업의 세계화를 앞당겼다.
제2차 세계대전 이후, 정치인들의 노력은 주요 정부들이 국제 통화 정책, 상업, 금융의 틀을 정하는 브레튼 우즈 회의의 합의를 이끌어냈고, 무역 장벽을 낮추어 경제 성장을 촉진하기 위한 몇몇 국제 기구를 설립했다. 처음에, 관세 및 무역에 관한 일반 합의는 무역 제한을 제거하기 위한 일련의 합의로 이어졌다. GATT의 후임자는 세계무역기구로 무역협정과 분쟁해결 절차를 협상하고 공식화하기 위한 틀을 마련했다. 수출은 1970년 세계 총생산의 8.5%에서 2001년 16.2%로 거의 두 배가 되었다. 무역을 진전시키기 위해 국제 협정을 이용하는 접근법은 도하개발어젠다 무역협상의 실패로 인해 실패했다. 그 후 많은 국가들은 2011년 한미 자유무역협정과 같은 양자간 또는 소규모 다자간 협정으로 전환했다.
1970년대부터 항공은 선진국의 중산층에 점점 더 감당할 수 있게 되었다. 오픈 스카이 정책과 저가 항공사들은 시장에 경쟁을 가져오는 데 도움을 주었다. 1990년대에, 저비용 통신 네트워크의 성장은 서로 다른 국가들 간의 통신 비용을 줄였다. 위치와 관계없이 컴퓨터를 사용하여 더 많은 작업을 수행할 수 있다. 여기에는 회계, 소프트웨어 개발 및 엔지니어링 설계가 포함되었다.
학생 교환 프로그램은 2차 세계대전 이후 인기를 끌게 되었고, 참가자들의 언어 능력을 향상시키고 사회적 지평을 넓히는 것뿐만 아니라 다른 문화에 대한 이해와 관용을 증진시키기 위한 것이다. 1963년에서 2006년 사이에 외국에서 공부하는 학생들의 수는 9배 증가했다.
1980년대 이후, 현대 세계화는 자본주의와 신자유주의적 이데올로기의 확대를 통해 급속하게 확산되었다. 신자유주의 정책의 시행은 공공 산업의 민영화, 시장의 자유로운 흐름을 방해하는 법률이나 정책의 규제 완화, 정부 사회 서비스에 대한 후퇴를 가능하게 했다.
이러한 신자유주의적 정책은 세계은행과 국제통화기금(IMF)이 시행한 구조 조정 프로그램(SAP)의 형태로 많은 개발도상국에 도입되었다.
이러한 구조 조정 프로그램은 통화 지원을 받는 국가가 자본주의 시장을 개방하고 공공 산업을 민영화하며 자유 무역을 허용하고 의료 및 교육과 같은 사회 서비스를 축소하고 거대 다국적 기업의 자유로운 이동을 허용하도록 요구하였다. 이러한 프로그램들은 세계은행과 국제통화기금이 신자유주의와 다국적 기업의 자유시장 창설을 세계적인 규모로 촉진하는 글로벌 금융시장 규제기관이 되도록 했다.

## 경제 세계화
경제 세계화는 상품, 서비스, 기술, 자본의 급격한 이동을 통해 전 세계 국가 경제의 경제적 상호의존성이 증가하는 것이다. 사업의 세계화는 국제무역규제의 축소와 관세, 세금, 기타 세계무역을 억제하는 장애물에 초점이 맞춰져 있는 반면, 경제세계화는 국가간의 경제통합을 증진시켜 세계시장이나 단일세계의 출현으로 이어지는 과정이다. 패러다임에 따라 경제 세계화는 긍정적이거나 부정적인 현상으로 볼 수 있다. 경제 세계화는 생산의 세계화로 구성되어 있다. 생산의 세계화는 비용과 품질의 차이로 이득을 보기 위해 전 세계 다른 곳에서 온 재화와 용역의 특정한 출처를 고집하는 것이다. 마찬가지로, 그것은 또한 시장의 세계화를 포함한다; 그것은 서로 다른 그리고 분리된 시장들의 연합으로 정의되고 거대한 세계 시장으로의. 경제 세계화는 또한 경쟁, 기술, 기업과 산업도 포함한다.
현재의 세계화 추세는 외국의 직접투자를 통해 덜 발달된 경제와 무역장벽의 감소 그리고 많은 경우, 이민을 통합함으로써 주로 설명될 수 있다. 보다 분명한 것은, 세계화의 단계 이전에, 미국은 도미노였다.세계 수출에서 필수적인 경제력을 가진 나라 그러나 세계화의 도래 이후, 독일, 일본, 한국, 중국은 미국의 지위에 도전함으로써 심각한 상대국이 되었다.세계화와 세계경제발전에 대한 영향세계화와 세계경제발전에 미치는 영향  국제 표준은 상품과 서비스의 무역을 더 효율적으로 만들었다. 그러한 표준의 예는 인터모던 컨테이너이다. 컨테이너형은 그것의 비용 수송을 극적으로 감소시켰고, 전후 국제 무역의 붐을 지지했으며, 세계화의 주요 요소였다. 국제 표준화 기구는 다양한 국가 표준 기구들의 대표자로 구성된 국제 표준 제정 기관이다.
다국적 기업 또는 전 세계 기업은 자국 이외의 국가에서 제품 또는 서비스의 생산을 소유하거나 관리하는 조직이다. 국제 기업, 초국가적 기업 또는 국가적인 법인으로도 지칭할 수 있다. 자유무역지역은 회원국들이 자유무역협정에 서명한 무역블록을 포함하는 지역이다. 그러한 합의는 수입 쿼터와 관세 등 무역 장벽을 낮추고 서로간의 상품과 서비스의 무역을 증진시키기 위해 최소한 두 나라 사이의 협력을 포함한다. 만일 사람들이 자유 무역 협정 외에도, 두 나라 사이를 자유롭게 이동할 수 있다면, 그것은 또한 개방된 국경으로 간주될 것이다. 세계에서 가장 중요한 자유무역지역은 주로 유럽에 위치한 28개 회원국의 정치-경제 연합인 유럽연합이다. EU는 모든 회원국에 적용되는 표준화된 법 체계를 통해 유럽 단일 시장을 발전시켰다. EU 정책은 내부 시장 내에서 사람, 상품, 서비스 및 자본의 자유로운 이동을 보장하는 것을 목표로 한다.
무역 촉진은 적법한 규제 목표를 보호하는 동시에 관련 비용 부담을 줄이고 효율성을 극대화하기 위해 국경을 넘어 물품의 이동을 지배하는 절차와 통제장치가 어떻게 개선될 수 있는지 살펴본다. 서비스에서의 세계 무역 또한 중요하다. 예를 들어, 인도에서는 비즈니스 프로세스 아웃소싱이 "향후 수십 년 동안 국가 발전의 주된 엔진"으로 묘사되어 왔는데, 이는 GDP 성장, 고용 성장, 빈곤 완화에 광범위하게 기여하고 있다.
세계화에 대한 William I. Robinson의 이론적 접근은 Wallerstein의 세계 시스템 이론에 대한 비평이다. 그는 오늘날 경험하고 있는 세계 자본이 1980년대에 시작된 새롭고 독특한 형태의 세계화에 기인한다고 믿는다. 로빈슨은 경제 활동이 국경을 넘어 확대되었을 뿐만 아니라 이러한 활동들에 대한 초국가적인 단편화도 있다고 주장한다.

## 문화 세계화
문화적 세계화는 사회 관계를 확장시키고 강화시키는 방식으로 아이디어, 의미, 가치의 전 세계적인 전달을 의미한다. 이 과정은 인터넷, 대중문화 매체, 국제 여행에 의해 확산된 문화의 일반적인 소비로 특징지어진다. 이것은 전 세계에 문화적 의미를 전달하는 더 긴 역사를 가진 상품 교환과 식민지화의 과정에 더해졌다. 문화의 순환은 개인들이 국경과 국경을 넘는 확장된 사회적 관계에 참여할 수 있게 해준다. 그러한 사회적 관계의 생성과 확장은 단지 물질적인 차원에서만 관찰되는 것이 아니다. 문화적 세계화는 사람들이 개인과 집단적 문화적 정체성을 연관시키는 공통의 규범과 지식의 형성을 포함한다. 그것은 다른 인구와 문화간의 상호연관성을 증가시킨다.
이종문화간의 의사소통은 서로 다른 문화적 배경을 가진 사람들이 어떻게 서로 비슷하고 다른 방식으로 의사소통하는지, 그리고 어떻게 그들이 문화를 가로질러 의사소통을 하려고 노력하는지 살펴보는 학문 분야다. 문화간의 의사소통은 학문과 관련된 분야다.
문화적 확산은 아이디어, 스타일, 종교, 기술, 언어 등과 같은 문화 아이템의 확산이다. 문화적 세계화는 이종문화적 접촉을 증가시켰지만, 한 때 고립된 공동체의 고유성이 감소하는 것을 동반할 수도 있다. 예를 들어 초밥은 일본뿐만 아니라 독일에서도 이용 가능하지만 유로디즈니는 파리시를 앞질렀으며, 잠재적으로 "진정한" 프랑스 페스트리에 대한 수요를 줄인다. 세계화의 전통으로부터의 소외에 대한 기여는 장폴 사르트르와 알버트 카뮈와 같은 실존주의자들에 의해 주장되는 현대성 자체의 영향에 비하면 미미한 것일 수 있다. 세계화는 특히 인터넷과 위성 TV를 통해 대중 문화를 확산시킴으로써 레크리에이션 기회를 확대해 왔다.
종교는 세계화의 가장 초기 문화적 요소들 중 하나로, 강제, 이주, 복음주의, 제국주의, 그리고 무역자들에 의해 전파되었다.기독교, 이슬람교, 불교, 그리고 예수 그리스도 교와 같은 최근의 종파들은 그들의 기원과는 거리가 먼 곳에서 고질적인 문화를 뿌리를 내리고 영향을 준 종교들 중 하나이다.
세계화는 스포츠에 큰 영향을 끼쳤다.예를 들어, 현대 올림픽에는 200개 이상의 국가에서 온 선수들이 다양한 경기에 참가한다. FIFA 월드컵은 세계에서 가장 널리 시청되고, 가장 많이 관찰되며, 올림픽 경기마저도 뛰어넘어, 세계에서 가장 널리 행해지고, 전 세계 인구의 9분의 1이 2006년 FIFA 월드컵 결승을 시청했다.
세계화라는 용어는 변화를 의미한다. 전통 음악을 포함한 문화적 관습은 유실되거나 전통의 융합으로 바뀔 수 있다. 세계화는 음악 유산을 보존하기 위한 비상사태를 촉발할 수 있다. 고고학자들은 멜로디가 동화되거나 수정되기 전에 레퍼토리를 수집, 녹음 또는 필사하려고 시도할 수 있는 반면, 지역 음악가들은 진품성을 위해 애쓰고 지역 음악적 전통을 보존하려고 애쓸 수 있다. 세계화는 공연자들이 전통 악기를 버리도록 이끌 수 있다. 퓨전 장르는 흥미로운 분석 분야가 될 수 있다.
음악은 세계화 시대에 경제와 문화 발전에 중요한 역할을 한다. 재즈나 레게 같은 음악 장르들은 국내에서 시작되었고 후에 국제적인 현상이 되었다. 세계화는 개발도상국의 음악이 더 많은 관객에게 다가갈 수 있도록 함으로써 세계 음악 현상을 지원했다. 세계음악이라는 용어는 원래 민족 고유의 음악을 위한 것이었지만, 세계화는 이제 그 범위가 확대되어 "세계 퓨전", "글로벌 퓨전", "민족 퓨전", 그리고 세계박람과 같은 혼합된 하위 장르를 포함하고 있다.

## 정치적 세계화
일반적으로, 세계화는 궁극적으로 국가 국가의 중요성을 감소시킬 수 있다. 유럽연합, WTO, G8 또는 국제형사재판소와 같은 초국가적 기관들은 국제협약을 촉진하기 위해 국가 기능을 대체하거나 확대한다. 이는 궁극적으로 유럽연합 모델에 기초한 국제연합으로 이어질 수 있다.
정부간 독립주의는 두 가지 의미를 가진 정치학 용어다. 첫 번째는 Stanley Hoffmann에 의해 원래 제안되었던 지역 통합 이론을 언급한다; 두 번째 것은 주와 국가 정부를 통합의 주요 요소로 다룬다. 다단계 지배는 유럽통합에 관한 연구로부터 비롯된 정치학과 공공행정 이론의 접근방식이다. 다단계적인 통치는 신흥 세계 정치 경제에서 활동하는 많은 상호 작용하는 권력 구조가 있다는 생각을 표현한다. 그것은 국내와 국제적 수준의 권한 사이의 밀접한 관계를 보여준다.
어떤 사람들은 여러 민족 국가의 시민이다. 이중국적 또는 복수국적 또는 이중국적이라고도 하는 다중국적은 한 개인의 시민권 지위를 말하며, 그 국가의 법에 따라 한 개인을 둘 이상의 국가의 시민으로 동시에 간주한다.
비정부기구들이 인도적 원조와 개발 노력을 포함하여 국경을 초월한 공공 정책에 점점 더 영향을 미치고 있다. 글로벌 미션이 있는 자선단체들도 인도적 노력의 선봉에 서고 있다. 빌과 멜린다 게이츠 재단, 어시온 인터내셔널, 아큐먼 펀드(현 애큐먼), 에코 그린과 같은 자선단체들이 비즈니스 모델을 결합해 글로벌 같은 비즈니스 조직을 탄생시켰다. 자선 단체와 글로벌 자선 포럼과 같은 새로운 자선 단체들, 빌 게이츠 & 멜린다 게이츠 재단의 프로젝트에는 현재 세계적으로 빈곤하지만 빠르게 성장하는 몇몇 국가의 예방접종을 지원하기 위한 수십억 달러의 약속이 포함되어 있다.[103] 허드슨 연구소는 2010년에 개발도상국으로의 총 민간 자선활동의 흐름을 590억 달러로 추산했다.
세계화에 대한 대응으로 일부 국가들은 고립주의 정책을 채택했다. 예를 들어, 북한 정부는 외국인들이 한국에 입국하는 것을 매우 어렵게 만들고 그들이 입국할 때 그들의 활동을 엄격하게 감시한다. 구호 요원들은 상당한 정밀 조사를 받아야 하고 정부가 그들이 들어가지 않기를 바라는 장소와 지역에서 제외되어야 한다. 시민들은 자유롭게 나라를 떠날 수 없다.

### 세계화와 성별
세계화는 거대 다국적 기업들이 가난한 여성들이 노동력의 대부분을 차지하는 방글라데시의 기성 의류 산업과 같이 저임금, 저숙련, 할당량 자유 경제에 일자리를 아웃소싱하는 데 도움이 되는 전형적인 과정이었다. 의류 산업에 종사하는 여성 노동자의 상당 부분에도 불구하고, 여성들은 여전히 남성들에 비해 상당히 고용이 부족하다. 의류 산업에 종사하고 있는 대부분의 여성들은 방글라데시의 시골 출신으로 의류 사업을 찾아 여성의 이주를 촉발한다. 이전에는 존재하지 않았던 여성들을 위한 유료 업무에 접근할 수 있었는지 여부는 여전히 불분명하다. 정답은 고용주의 관점인지 근로자인지, 그리고 그들의 선택에 따라 달랐다. 여성 근로자들은 오랜 시간과 열악한 작업 환경으로 인해 장기적으로 의류 산업을 경제적으로 지속할 수 없다고 보았다. 여성 근로자들이 가족과 협상할 수 있는 능력, 결혼 선택권, 가족 내 임금 수입자 등 사생활에 대한 상당한 자율성을 보였음에도 불구하고, 이것은 근로자들이 직장에서 더 나은 거래를 협상하기 위해 집합적으로 조직할 수 있는 것으로 해석되지 않았다.
제조업에서 아웃소싱하는 또 다른 예는 가난한 여성들이 노동인구의 대부분을 차지하는 멕시코 시우다드 후아레즈의 마킬라도라 산업이다. Maquiladora 업계의 여성들은 남성들에 비해 충분히 훈련 받을 수 있을 만큼 오래 머무르지 않는 높은 수준의 매출액. Maquiladora 산업 내에서 훈련과 근로자 충성에 초점을 맞춘 두 개의 ended 시스템이 구축되었다. 여성은 훈련할 수 없는 것으로 간주되고, 숙련되지 않은 저임금 일자리에 배치되며, 남성은 더 적은 이직률로 교육을 받고, 더 높은 수준의 기술을 갖춘 기술직에 종사한다. 훈련의 아이디어는 여성들로 하여금 높은 이직률로 여성을 비정규직으로 유지하는 산업에도 도움이 된다고 비난하기 위해 사용하는 도구가 되었다.

## 기타 차원
학자들은 또한 환경 세계화(종종 국제 조약의 형태로, 환경보호에 관한 국제 협약)나 군사 세계화(국제 안보 관계의 범위와 범위에서의 성장)와 같은 덜 일반적인 세계화의 다른 측면들에 대해 논의하기도 한다. 그러나 이러한 차원들은 위에서 설명한 세 가지 사항에 훨씬 덜 관심을 받고 있다. 학술 문학은 일반적으로 세계화를 경제 세계화, 문화 세계화와 정치 세계화의 세 가지 주요 영역으로 나뉜다.

### 인구 이동
세계화의 본질적인 측면은 사람들의 이동이고, 그 운동에 대한 국가적인 한계도 역사를 통해 변화해 왔다. 지난 세기에 걸쳐 관광객과 사업가의 움직임이 시작되었다. 운송 기술이 발전함에 따라, 18세기에서 20세기 초 사이에 여행 시간과 비용이 급격히 감소하였다. 예를 들어, 대서양을 횡단하는 여행은 18세기에 5주까지 걸렸지만, 20세기 무렵에는 8일 밖에 걸리지 않았다. 오늘날, 현대 항공은 장거리 교통을 빠르고 저렴하게 만들어 왔다.
관광은 즐거움을 위한 여행이다. 점보 제트기, 저가 항공사, 그리고 더 접근하기 쉬운 공항과 같은 기술과 교통 인프라의 발전은 많은 종류의 관광 산업을 더 저렴하게 만들었다.
2012년 세계 관광객이 처음으로 10억 명을 돌파했다. 비자는 한 국가가 외국인에게 부여한 조건부 허가로서, 입국 및 임시 체류 또는 출국할 수 있다. 스켄겐 지역과 같은 일부 국가는 다른 국가들과 협정을 맺고 있어, 서로의 시민들이 비자 없이 그들 사이를 여행할 수 있게 한다. 세계관광공사에 따르면 여행 전에 비자를 필요로 하는 관광객은 2015년 사상 최저 수준이었다.
이민은 특히 영주권자나 귀화한 시민으로서 정착하거나 거주하기 위해, 또는 이주 노동자로 고용되거나 일시적으로 외국인 노동자로 고용되기 위해 그들이 토착인이 아니거나 시민권을 소유하지 않는 목적지로의 사람들의 국제적인 이동이다.
국제노동기구에 따르면, 2014년 기준으로 세계에는 약 2억 3천 2백만 명의 국제 이주민(원산국 외 거주자로 12개월 이상 정의됨)이 존재했으며, 이들 중 약 절반은 경제 활동(즉, 고용 또는 구직)인 것으로 추정되었다.). 국제 노동운동은 경제발전에 중요한 것으로 간주되는 경우가 많다. 예를 들어, 유럽연합의 노동자들을 위한 운동의 자유는 사람들이 다른 나라에서 살고, 일하고, 공부하고, 은퇴하기 위해 회원국들 사이를 자유롭게 이동할 수 있다는 것을 의미한다.
세계화는 국제 교육의 급격한 증가와 관련이 있다. 점점 더 많은 학생들이 외국에서 고등 교육을 받고 있고 많은 국제 학생들은 현재 해외 유학을 한 나라 내에서 영주권을 위한 디딤돌로 생각하고 있다. 외국인 학생이 국가 경제를 주최하는 데 기여한 문화 및 재정적으로 주요 참가자들에게는 이민 및 비자 정책 및 절차에 대한 실질적인 개정을 포함하여 해외 학생의 도착과 통합을 촉진하기 위한 추가 시책을 실시할 것을 권장하고 있다.
초국가적인 결혼은 다른 나라에서 온 두 사람 사이의 결혼이다. 시민권 및 문화와 관련된 사람들을 포함하여, 다양한 국가의 사람들 간의 결혼에서 다양한 특별한 문제가 발생하며, 이것은 이러한 종류의 관계에 복잡성과 도전을 더한다. 점점 더 많은 사람들이 현재 지리적 위치가 아닌 전 세계 사람과 장소의 네트워크와 연계되어 있는 세계화 시대에, 사람들은 점점 더 국경을 넘어 결혼하고 있다. 초국가적인 결혼은 사람들의 이동과 이주의 부산물이다.

### 정보 이동
전자 통신 이전에 장거리 통신은 우편에 의존했다. 글로벌 통신 속도는 19세기 중반까지 택배(특히 말과 배)의 최대 속도에 의해 제한되었다. 전신은 장거리 인스턴트 통신을 위한 첫 번째 방법이었다. 예를 들어, 최초의 대서양 횡단 케이블 이전에, 유럽과 아메리카 간의 통신은 배가 바다를 가로질러 우편물을 운반해야 했기 때문에 몇 주가 걸렸다. 첫 번째 대서양 횡단 케이블은 통신 시간을 상당히 줄여 같은 날 메시지와 응답을 가능하게 했다. 마지막 대서양 횡단 전신 연결은 1865-1866년에 이루어졌다. 최초의 무선 전신 송신기는 1895년에 개발되었다.
인터넷은 지리적 경계를 넘어 사람들을 연결하는데 중요한 역할을 해왔다. 예를 들어 페이스북은 2016년 3월 31일 현재 16억5000만 명이 넘는 소셜네트워크서비스(SNS) 서비스다.
세계화는 방대한 정보를 제공하고 인터넷에 의존하는 글로벌 저널리즘에 의해 확산될 수 있다. "세계의 서로 다른 지역에서 사람들과 그들의 행동, 관행, 문제, 생활 조건 등이 어떻게 상호 연관되어 있는지를 조사하기 위해 그것을 일상적 루틴으로 만든다. 기후변화와 같은 세계적인 위협이 세계 저널리즘의 추가적인 설립을 촉진한다고 가정할 수 있다."

## 지지와 비판
세계화에 기여하는 과정에 대한 반응은 영토 밖의 접촉과 무역만큼 역사에 따라 크게 달라져 왔다. 이러한 과정의 비용과 편익에 관한 철학적인 차이는 광범위한 이데올로기와 사회 운동을 야기한다. 일반적으로 경제 성장, 확장, 발전의 지지자들은 세계화하는 과정을 인간 사회의 복지에 바람직하거나 필요한 것으로 본다.
반건파주의자들은 하나 이상의 세계화 과정이 전세계적 또는 지역적 규모의 사회 복지에 해로운 것으로 보고 있다. 이것은 장기적이고 지속적인 경제 팽창의 사회적 또는 자연적 지속가능성, 이러한 과정에 의한 사회적 구조적 불평등, 그리고 식민지, 제국주의적 또는 헤게모닉 민족주의, 문화 등을 포함한다.
세계화는 사람들을 외국 사람들과 문화들과 접촉하게 하는 경향이 있다. 외국인 혐오증은 외국인이나 낯선 것으로 인식되는 것에 대한 두려움이다. 외국인 혐오증은 정체성 상실, 활동 의심, 공격성, 추정된 순수성을 확보하기 위해 존재감을 없애고자 하는 욕망 등 외부 집단과의 관계와 인식과 관련된 여러 가지 방법으로 나타날 수 있다.
세계화에 대한 비판은 일반적으로 이러한 과정이 지구에 미치는 영향과 인간의 비용을 둘러싼 논의에서 비롯된다. 그들은 GDP와 같은 전통적인 지표에 직접적으로 도전하고 지니계수나 해피행성지수와 같은 다른 조치들을 찾아보고 "사회적 붕괴, 민주주의의 붕괴, 환경의 더욱 빠르고 광범위한 악화, 새로운 질병의 확산 등 상호 연결된 치명적인 결과의 다양성"을 지적한다. 증가하는 가난과 소외는 세계화의 의도하지 않은 결과라고 그들은 주장한다. 다른 이들은 세계화의 힘이 서구식 민주주의의 확산으로 이어지고 있지만, 자유 시장 경제 정책이 보편적 참정권의 민주적 과정과 결합하고 민주적 원칙을 강요하기 위한 군국화의 확대와 함께 민족간의 긴장과 폭력의 증가를 동반하고 있다고 지적한다.

### 세계화에 대한 여론
2005년 페어 피스와 폴 허쉬의 연구는 수년 전에 세계화에 부정적인 기사들이 크게 증가했다는 것을 발견했다. 1998년, 부정적인 기사들이 긍정적인 기사들을 2대 1로 앞질렀다. 음성 판정을 보여주는 신문 기사의 수가 1991년 전체 기사의 약 10%에서 1999년 총 기사의 55%로 증가했다. 이러한 증가는 세계화에 관한 전체 조항의 수가 거의 두 배로 늘어난 기간 동안 일어났다.
많은 국제 여론 조사에 따르면 아프리카와 아시아 주민들은 세계화를 유럽이나 북아메리카 지역보다 더 호의적으로 보는 경향이 있다. 아프리카에서 갤럽 여론조사는 인구의 70%가 세계화를 호의적으로 본다는 것을 발견했다.
BBC는 50%의 사람들이 경제 세계화가 너무 빨리 진행되고 있다고 믿는 반면 35%는 너무 느리게 진행되고 있다고 믿는다는 것을 발견했다.
2004년 필립 고든은 "유럽의 분명한 대다수는 세계화가 그들의 삶을 풍요롭게 할 수 있다고 믿는 반면, 유럽 연합은 그들이 그것의 부정적인 영향으로부터 그들을 보호하면서 세계화의 이익을 이용하는데 도움을 줄 수 있다고 믿는다"라고 말했다. 제1야당은 사회주의자, 환경 단체, 민족주의자들로 구성되었다. EU 주민들은 2004년 세계화에 위협을 느낀 것 같지 않았다. 유럽 연합의 고용 시장은 더 안정적이었고 노동자들은 임금/급여 삭감을 받아들일 가능성이 적었다. 사회적 지출은 미국보다 훨씬 더 높았다. 2007년 덴마크 여론조사에서는 76%가 세계화가 좋은 것이라고 응답했다.
Fiss 등은 1993년에 미국의 의견을 조사했다. 그들의 조사는 1993년에 응답자의 40% 이상이 세계화의 개념에 익숙하지 않다는 것을 보여주었다. 1998년에 이 조사가 반복되었을 때, 응답자의 89%는 세계화가 좋거나 나쁘다고 양극화된 견해를 보였다. 동시에, 지지자들과 환멸을 느낀 학생들과 노동자 사이의 뜨거운 논쟁으로 옮겨가기 전에 금융계에서 시작된 세계화에 대한 담론도 있다. 1995년 WTO가 출범한 이후 양극화는 급격히 증가했다. 이 사건과 그 후의 시위는 대규모의 반세계화 운동으로 이어졌다. 처음에 대학 교육을 받은 근로자들은 세계화를 지지하는 경향이 있었다. 덜 교육받은 노동자들은, 개발도상국의 이민자들과 경쟁할 가능성이 더 높았고, 반대되는 경향이 있었다. 2007년의 금융위기 이후 상황은 바뀌었다. 1997년 여론조사에 따르면 대졸자의 58%가 세계화가 미국에 도움이 되었다고 답했다. 2008년까지 33%만이 그것이 좋다고 생각했다. 고등학교 교육을 받은 응답자들 또한 더욱 반대하게 되었다.
다케나카 헤이조 그리고 치다 료키치에 따르면, 1998년 기준으로 일본에서는 경제가 "소규모와 취약"하다는 인식이 있었다고 한다. 그러나 일본은 자원이 부족했고 원자재 값을 지불하기 위해 수출을 이용했다. 그들의 입장에 대한 불안은 국제화와 세계화와 같은 용어들이 일상 언어가 되게 했다. 그러나, 일본의 전통은 특히 농업에서 가능한 한 자급자족할 수 있어야 했다.
개발도상국의 많은 사람들은 세계화가 그들을 가난에서 벗어나게 하는 긍정적인 힘으로 보고 있다. 세계화에 반대하는 사람들은 전형적으로 환경적인 우려와 민족주의를 결합한다. 반대론자들은 정부를 다국적 기업에 종속된 신 식민주의의 대리인으로 간주한다.[145] 이러한 비판의 상당 부분은 중산층의 몫이다. 브루킹스 연구소는 중산층이 상향 이동 저소득층에게 경제적 안보를 위협하는 것으로 인식했기 때문이라고 제안했다.

### 세계 민주주의
민주적 세계화는 세계 시민들에게 정치 단체에 발언권을 주는 세계 민주주의의 제도적 시스템을 향한 움직임이다. 이것은, 그들의 관점에서, 민족 국가, 기업 과점, 이념적인 비정부기구, 정치 숭배와 마피아를 우회할 것이다. 그것의 가장 많은 지지자들 중 하나는 영국의 정치 사상가 데이비드 헬드다. 민주적 세계화를 지지하는 사람들은 경제 확대와 개발이 민주적 세계화의 첫 번째 단계가 되어야 한다고 주장한다. 민주적 세계화의 첫 단계는 글로벌 정치 기구 구축 단계가 뒤따른다. 미국 로마 클럽 협회의 이사인 프란체스코 스티포 박사는 그것이 "세계 국가들의 정치적, 경제적 균형을 반영해야 한다"고 제안하면서, 세계 정부 하에서 통일된 국가를 옹호한다. 세계 연합은 주정부의 권한을 대신하는 것이 아니라 오히려 보완하는 것이 될 것이다. 미국과 세계 연합은 그들의 능력 범위 내에서 힘을 갖게 될 것이기 때문이다. O.C.의 더글러스 로슈 전 캐나다 상원의원은 세계화가 불가피하다고 보았고, 비선출 국제기구에 대한 감독을 실시하기 위해 직접 선출된 유엔 의회와 같은 기구를 만드는 것을 지지했다.

### 글로벌 시민 의식
글로벌 시민의식은 시민들을 상호의존과 상호작용의 시대에 세계 시민들 사이의 사회적 계약으로 이해할 수 있다고 제안한다. 개념의 보급자들은 그것을 단지 지구상에 인간이 된다는 사실만으로 우리가 서로에 대한 특정한 권리와 책임을 가지고 있다는 개념으로 정의한다. 세계인은 다양한 의미를 가지고 있는데, 이는 종종 국가 시민권에서 유래한 전통적인 지정학적 분열을 반대하는 사람을 가리킨다. 이런 정서의 초기 화상은 플라타크가 인용한 소크라테스에서 찾을 수 있다. "나는 아테네인이 아니며, 그리스인이며, 세계의 시민이다." 점점 더 상호의존적인 세계에서, 세계 시민들은 그들의 사고방식을 틀로 만들고, 환경 문제와 핵 확산과 같은 세계 이슈에서 공동의 세계 책임감과 의식을 만들기 위해 나침반을 필요로 한다.
바하이의 영감을 받은 작가 메이제스는 단일 세계 공동체와 새로운 세계 의식을 선호하면서도, 세계화를 최적의 세계 문명의 출현을 알리기에는 충분히 포괄적이지 않은 신속한 경제적, 사회적, 문화적 영존을 위한 망토로 경고한다. 그는 대안으로 "범용화" 과정을 제안한다.
코스모폴리탄주의는 모든 인류 집단이 공통의 도덕성에 기반을 둔 하나의 공동체에 속한다는 제안이다. 어떤 형태로든 국제주의 사상을 고수하는 사람은 국제주의 또는 국제주의라고 불린다. 국제 사회는 포괄적인 도덕성, 공통의 경제 관계 또는 여러 나라를 아우르는 정치적 구조에 기초할 수 있다. 국제 사회는 서로 다른 장소(예: 국가)에서 온 개인이 상호 존중을 바탕으로 관계를 형성하는 공동체다. 예를 들어, Kwame Anthony Appiah는 다양한 장소(물리적, 경제적 등)의 개인들이 서로 다른 믿음(종교적, 정치적 등)에도 불구하고 상호 존중의 관계에 진입할 수 있는 국제 사회의 가능성을 제시한다.
캐나다 철학자 마샬 맥루한은 1962년부터 '글로벌 빌리지'라는 용어를 대중화했다. 그의 견해는 세계화가 모든 나라의 사람들이 더 통합되고 공통의 이해와 인간애를 더 잘 인식하는 세계로 이어질 것이라는 것을 암시했다.

## 식품안전
식품 생산의 세계화는 보다 효율적인 식품 생산 시스템과 관련이 있다. 이것은 농작물이 최적의 성장 조건을 가진 나라에서 재배되기 때문이다. 이러한 향상은 식량 공급의 증가를 유발하여 식량 안보를 향상시킨다.

## 노르웨이
노르웨이의 제한된 농작물 범위는 식량 생산과 가용성의 세계화를 지지한다. 유럽에서 가장 북쪽에 있는 국가는 인구 식량 수요를 충족시키기 위해 다른 나라들과의 무역을 요구한다. 노르웨이의 식량자급률은 약 50%이다.

## 같이 보기
- 세계화의 비판
- 반세계화 운동
- 신자유주의
- 다문화주의
- 퍼플경제
- 국제화와 지역화
- 제국주의
- 네오콘(신보수주의)
- 피에르 테일라르 드 샤르댕
- 맥도널드화
- 프로토글로벌라이제이션
- 대한민국의 세계화